# Tammispää
Tammispää − wieś w Estonii, w prowincji Virumaa Wschodnia, w gminie Lohusuu.